# 409 Dywizja Strzelecka (ZSRR)
409 Dywizja Strzelecka (ros. 409-я стрелковая дивизия) – związek taktyczny (dywizja) Armii Czerwionej.
Sformowana w czasie II wojny światowej w mieście Leninakan, z żołnierzy z Armenii. Broniła przed niemieckim najeźdźcą Sewastopola, wyzwalała Kirowohrad, Kiszyniów (1944) i Czechosłowację (1945).